# Вускович, Игорь Николаевич
И́горь Никола́евич Ву́скович (11 [24] февраля 1904, Одесса, Российская империя — 30 августа 1992) — советский художник-постановщик

. Заслуженный художник РСФСР (1966).

## Биография
Игорь Вускович родился 11 (24) февраля 1904 года в Одессе.
С 1936 года — художник-постановщик киностудии «Ленфильм».
Член Союза кинематографистов СССР (Ленинградское отделение).
Член Союза художников СССР.
Заслуженный художник РСФСР (1966).
Скончался 30 августа 1992 года в д. Грузино Всеволожского района Ленинградской области. Похоронен в Комарово.

## Фильмография
1. 1936 — Сын Монголии
2. 1937 — Тайга золотая
3. 1938 — Друзья
4. 1944 — Сильва
5. 1957 — Его время придёт
6. 1957 — Степан Кольчугин
7. 1958 — Отцы и дети
8. 1959 — Невские мелодии
9. 1960 — Пиковая дама
10. 1962 — 713-й просит посадку
11. 1963 — Крепостная актриса
12. 1964 — Помни, Каспар…
13. 1965 — Сегодня — новый аттракцион
14. 1967 — Седьмой спутник
15. 1968 — Старая, старая сказка
16. 1970 — Любовь Яровая
17. 1971 — Шельменко-денщик
18. 1972 — Синие зайцы, или Музыкальное путешествие
19. 1972 — Табачный капитан
20. 1973 — А вы любили когда-нибудь?
21. 1975 — Память (ТВ)
22. 1976 — Весёлое сновидение, или Смех и слёзы (ТВ
23. 1977 — Девочка, хочешь сниматься в кино?
24. 1978 — Рыцарь из Княж-городка
25. 1979 — Бабушкин внук
26. 1980 — Крик гагары
27. 1980 — Сицилианская защита
28. 1981 — Ночь на четвёртом круге
29. 1983 — Высокая проба (ТВ)
30. 1984 — Перикола (мюзикл)
31. 1987 — Сказка про влюблённого маляра